# Парфёновская (Московская область)
Парфёновская — деревня в Шатурском муниципальном районе Московской области. Входит в состав Дмитровского сельского поселения. Население — 7 чел. (2013).

## Расположение
Деревня Парфёновская расположена в центральной части Шатурского района, расстояние до МКАД порядка 146 км. Высота над уровнем моря 129 м.

## Название
В письменных источниках деревня упоминается как Парфеновская или Дубынино. В работе И. И. Проходцова «Населённые места Рязанской губернии» деревня названа также Парфентьевской.
Название деревни связано с личным именем Парфён или фамилией Парфёнов.

## История
Впервые упоминается в писцовой Владимирской книге В. Кропоткина 1637—1648 гг. как деревня Парфеновская Бабинской кромины волости Муромское сельцо Владимирского уезда Замосковного края Московского царства. Деревня принадлежала Степану Ивановичу Самарину.
Последней владелицей деревни перед отменой крепостного права была тайная советница Елизавета Васильевна Толстая.
После отмены крепостного права деревня вошла в состав Горской волости.
В советское время деревня входила в Дмитровский сельсовет.

## Население
| 1858 | 1859 | 1868 | 1885 | 1905 | 1926 |
| ---- | ---- | ---- | ---- | ---- | ---- |
| 233  | →233 | ↗275 | ↗286 | ↗330 | ↘165 |
| 1993 | 2002 | 2006 | 2010 | 2011 | 2013 |
| ↘17  | ↘11  | →11  | ↘8   | ↘7   | →7   |